# Dorenkamp (Rheine)
Dorenkamp ist ein Stadtteil von Rheine im nordrhein-westfälischen Kreis Steinfurt.
Der Ort liegt südlich der Kernstadt Rheine. Westlich des Ortes verläuft die B 70, östlich die B 481. Östlich fließt auch die Ems.
Südlich von Dorenkamp erstreckt sich das 50,84 ha große Naturschutzgebiet Waldhügel.

## Sehenswürdigkeiten
In der Liste der Baudenkmäler in Rheine sind für Dorenkamp zwei Baudenkmale aufgeführt:
- die katholische Pfarrkirche St. Elisabeth, ein Kirchenbau im Stil der Neuen Sachlichkeit (Windthorststraße 25; Denkmal-Nr. 15)
- das Pfarrhaus St. Elisabeth (Windthorststraße 19; Denkmal-Nr. 260)